# Lafayette (Kolorado)
Lafayette – miasto w Stanach Zjednoczonych, w stanie Kolorado, w hrabstwie Boulder.